# Esche (Grafschaft Bentheim)
Esche ist eine Gemeinde im Landkreis Grafschaft Bentheim in Niedersachsen.

## Geografie

### Geografische Lage
Esche liegt an der Vechte zwischen Nordhorn und Emlichheim. Die Gemeinde gehört der Samtgemeinde Neuenhaus an, die ihren Verwaltungssitz in der Stadt Neuenhaus hat.

## Geschichte
Die Bauerschaft wird unter ihrem ursprünglichen Namen Aszi erstmals in einer Urkunde aus dem Jahr 1000 erwähnt. Dort finden sich auch Informationen über die älteste Ansiedlung – das Haus Esche, auch Oedinghof genannt. Um 1411 kam die Bauerschaft zum Kirchspiel Veldhausen. Am 1. Juni 1927 richtete ein Wirbelsturm in Esche große Verwüstungen an.

### Eingemeindungen
Am 1. April 1929 wurde die Gemeinde Binnenborg eingemeindet.

## Politik

### Gemeinderat
Der Escher Gemeinderat setzt sich aus neun Ratsfrauen und Ratsherren zusammen, die zuletzt bei den Niedersächsischen Kommunalwahlen 2021 gewählt wurden. Diese haben eine gemeinsame Wahlliste gebildet.

### Bürgermeister
Derzeitiger Bürgermeister Esches ist Herbert Snieders, der seit 2016 im Amt ist.

### Regelmäßige Veranstaltungen
- Volksfest des Sportvereins Mitte April

## Verkehr
Esche liegt an der Landesstraße 44. Es fahren im Stundentakt an Werktagen sowie an Sonn- und Feiertagen Regionalbusse (Linie 20) der Verkehrsgemeinschaft Grafschaft Bentheim (VGB) sowohl nach Hoogstede, als auch über Veldhausen nach Neuenhaus, wo Anschlüsse an die Bahnlinie RB 56 in Richtung Nordhorn und Bad Bentheim sowie an die Regionalbuslinie 30 in Richtung Nordhorn bestehen.